# Урджарски район
Урджарски район (на казахски: Үржар ауданы) е съставна част на Източноказахстанска област, Казахстан, с обща площ 24 460 км2 и население 72 754 души (по приблизителна оценка към 1 януари 2020 г.).
Административен център е село Урджар.